# Temnosternus flavopunctulatus
Temnosternus flavopunctulatus är en skalbaggsart som beskrevs av Stefan von Breuning 1966. Temnosternus flavopunctulatus ingår i släktet Temnosternus och familjen långhorningar. Inga underarter finns listade i Catalogue of Life.